# 灌叢田鼠屬
灌叢田鼠屬（Lemmiscus curtatus），哺乳綱、囓齒目、倉鼠科的一屬，而與灌叢田鼠屬（灌叢田鼠）同科的動物尚有旅鼠屬（澤河旅鼠）、田鼠屬（黑田鼠）、松田鼠屬（橙色松田鼠）、兔尾鼠屬（草原兔尾鼠）等之數種哺乳動物。